# Матка
Вижте пояснителната страница за други значения на Матка.
Матката (на латински: uterus, утерус) е кух мускулест орган. Българският синоним утроба (когнат на латинското утерус) не се използва като медицински термин.
У нераждали жени формата на матката наподобява пясъчен часовник, а у раждали – круша. Различава се тяло на матката (corpus uteri), стеснение (isthmus uteri) и шийка (collum uteri или cervix uteri). Дълбочината на маточната кухина от външния отвор на цервикалния канал до дъното на матката е около 7 см у нераждали жени и 8 см у раждали.
Матката лежи приблизително в средата на малкия таз между пикочния мехур и правото черво. Когато мехурът и ректумът са празни, оста на тялото ѝ при правостоящи жени има почти хоризонтална посока и сключва с оста на шийката отворен напред ъгъл (anteflexio uteri), не по-малък от 90 градуса. Освен това оста на цялата матка е наклонена спрямо проводната ос на таза напред (anterversio uteri), така че нормалното положение на матката е anterversio flexio. С предната си повърхност матката лежи върху пикочния мехур, а със задната се допира до правото черво и тънките черва. Шийката лежи перпендикулярно на задната влагалищна стена.
Матката е подвижен орган, но с ясно изразена наклонност да запазва типичното си положение, което е резултат от действието на поддържащия (тазовото дъно) и удържащия (връзки на матката) матката апарат.

Консистенцията на матката е твърдоеластична. 
Тялото на матката (corpus uteri) представлява около две трети от цялата дължина на органа. Частта, която изпъква между местата на навлизането на яйцепроводните тръби, се означава като дъно на матката (fundus uteri). Областта, която включва местата на навлизането на яйцепроводите и местозалавянията на маточно-слабинната връв (lig. rotundum uteri) и на маточно-яйчниковата връв (lig. ovarii proprium), се нарича рог на матката.
Стената на маточното тяло се състои от 3 слоя:
1. Серозният слой (perimetrium) представлява покриващият матката перитонеум.
2. Мускулният слой (myometrium) е средният и най-масивен. Съставен е от гладка мускулатура, която има структурата на решетка поради кръстосването на две спираловидни системи от мускулни влакна. Тези спираловидни системи могат да се сгъват и разгъват.
3. Мукозата (endometrium) тапицира мускулния слой откъм маточната кухина. Тя е гладка, червена, с влажна повърхност, прирастната към подлежащата мускулатура, но строго ограничена от нея. Изградена е от цилиндрично-призматични епители, снабдени с движещи се в дистална посока ресни, от съединителнотъканна строма и от тръбести жлези, формирани от вдълбочаващи се в стромата повърхностни епители.

Маточната мукоза на полово зрялата жена се намира в процес на постоянни изменения и заради това има различен хистологичен изглед в различните моменти на менструалния цикъл. При това на тези циклични промени е подложен почти изключително само повърхностният слой на ендометрия (функционалният слой – pars functionalis), докато основният слой (pars basalis) почти не участва в тях.